# Obša
Obša (rusky Обша) je řeka ve Smolenské a Tverské oblasti v Rusku. Je 153 km dlouhá. Povodí má rozlohu 2080 km².

## Průběh toku
Pramení v Bělské vysočině. Na řece leží město Bělyj. Je to levý přítok Meži (povodí Západní Dviny).

## Vodní stav
Zdroj vody je převážně sněhový. Průměrný průtok vody ve vzdálenosti 47 km od ústí činí 11,5 m³/s. Zamrzá v listopadu a rozmrzá na konci března až na začátku dubna.